# Bâton de feu

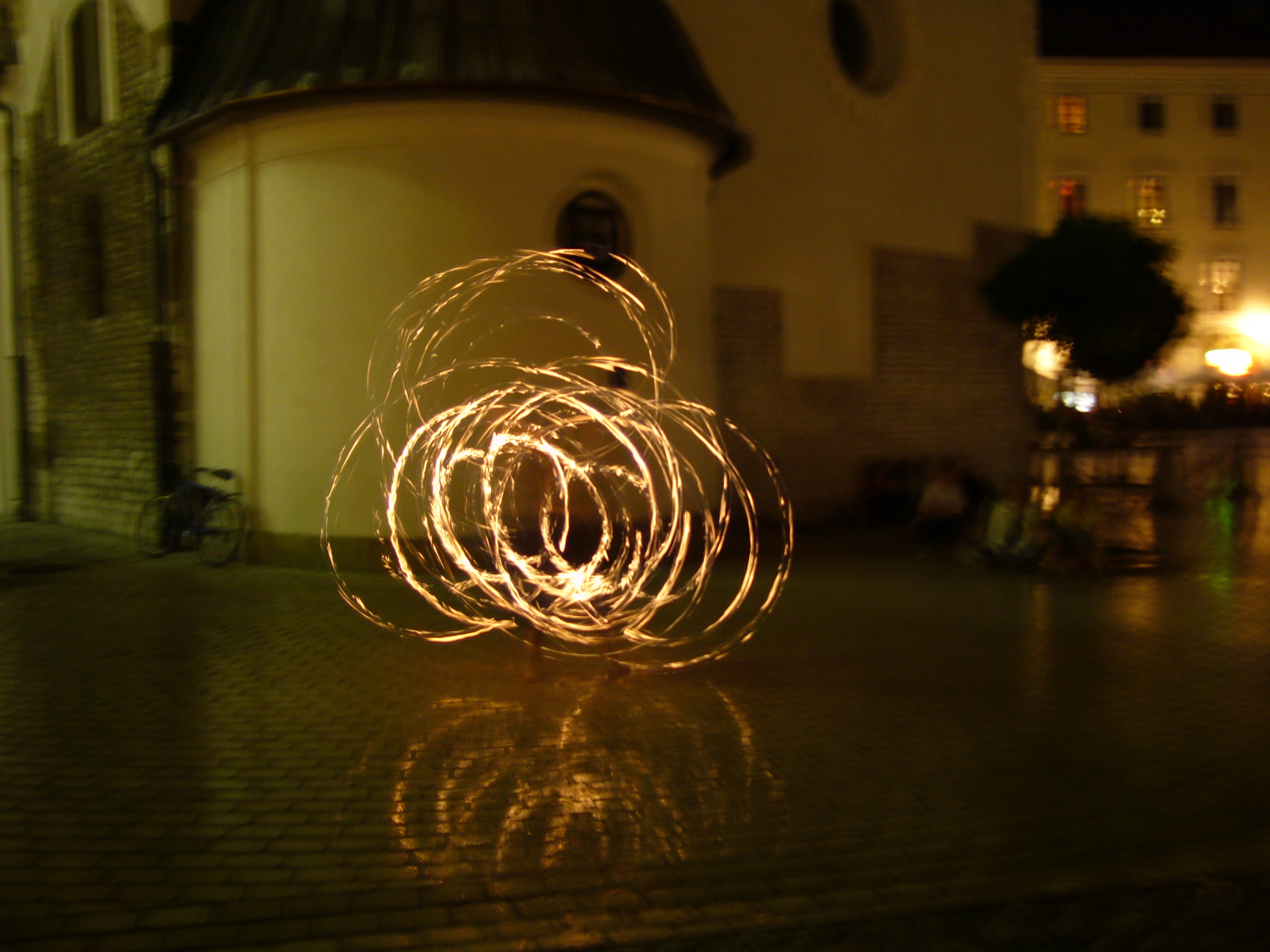
Trajectoire d’un bâton de feu.

Le bâton de feu (ou staff) est une discipline de la jonglerie enflammée qui s’apparente aux bollas. Le principe est simple : on enflamme les extrémités d’un ou de plusieurs bâtons, puis on réalise des figures à base de rotations et de lancers.

## Le matériel
Le staff est le plus souvent constitué d’un tube de métal (de l’aluminium généralement) et un tourillon de bois à l'intérieur dont la longueur varie, selon que l’on utilise un ou deux staff de 80 à 160 cm et auquel on a rajouté un grip d’environ 40 cm en son centre et deux mèches de kevlar vissées dans le tube aux extrémités.
On trouve des bâtons déjà fabriqués dans le commerce mais beaucoup de jongleurs préfèrent les fabriquer eux-mêmes d’où une abondance de méthodes sur les forums et les sites internet de jonglerie.
Il suffit ensuite d’imbiber les mèches avec un liquide inflammable (le plus souvent du pétrole désaromatisé car moins nocif) et à enflammer, tout en respectant les règles de sécurité inhérentes à la jonglerie enflammée.

## Les mouvements
On peut distinguer deux approches du jonglage avec un staff simple : le spinning, qui se rapproche des bollas et où le staff est tenu par les mains principalement, et le contact, où le bâton est en contact avec d'autres parties du corps (cou, épaules, dos, etc.)
Le spinning est le domaine le plus connu, et celui qui se rapproche des bollas (sauf que les deux mèches sont liées). Le jongleur tient le staff avec ses mains, et effectue rotations, lancers et divers mouvements. On peut effectuer des figures identiques aux bollas, mais aussi plusieurs figures particulières au bâton, qui font intervenir des points fixes sur les mèches ou des anti-spin. La grande variété de mouvements peut donner des effets optiques forts, en prenant des photos avec des poses longues (plusieurs secondes).
En contact, le jongleur n'est plus censé tenir son bâton, mais celui-ci doit tourner autour de différentes parties du corps (ex: autour du cou) tout en restant en contact avec celui-ci. On retrouve des figures semblables au balles contact. Exemple de figure: Fish: le bâton effectue des mouvements de rotation sur le dos de la main. Matrix: le bâton tourne sur la nuque, puis sous un bras, sur le cou, puis sous l'autre bras, et retour sur la nuque: on peut alors effectuer des mouvements infinis.
À deux bâtons on entre dans une discipline différente du staff simple mais qui utilise souvent des mouvements de base du spinning doublés en parallèle ou en décalé. Le double-staff offre de nombreuses possibilités d’effets d’optique.
On peut aussi faire du triple staff : soit avec deux staffs en swinging et un en contact, soit trois staff en swinging avec beaucoup de lancers notamment.
En Inde l'on trouve un art ancestral de manipulation du baton le AAG KI BANETHI , se pratique avec un baton ou deux , des épées ainsi que des cordes .